# 西武信用金庫
西武信用金庫（せいぶ しんようきんこ、英語：SEIBU SHINKIN BANK）は、東京都中野区に本店を置く信用金庫である。

## 概要
信金名の「西武」は「武蔵国の西部」を意味する地理的名称である。その名の通り、店舗網は東京都区部の西側・都心部、多摩地域とそこに隣接する神奈川県相模原市、埼玉県の所沢市・入間市に展開されている。
同様の由来で命名された西武鉄道などの西武グループおよび旧セゾングループとは歴史的・資本的関係は全く無い。ただし営業エリアに重なる部分が多いという地縁から、クレディセゾンと共同運営するクレジットカードを発行している等の協業関係は存在している。
東京都昭島市、福生市、東久留米市、日の出町の指定金融機関とされ、公立昭和病院の収納事務を取り扱っている。
中小企業の事業経営、街づくり、個人の資産管理に対して外部専門家の協力を得てコンサルティングを行う「お客さま支援センター」を開設しており、課題解決と合わせて融資や金融商品販売を行うビジネスモデルをとっている。その一環として、大学など各種団体のほか、中小企業のアジア進出増加に伴いフィリピンの貿易産業省や銀行といった海外の機関を含めて、協力・連携のための協定や覚書を締結している。現理事長の高橋一朗は「相互扶助の原点に立ち返る」と述べ、融資先の本業支援を強化し収益力向上につなげる方針で、高い預貸率を誇る。

## 沿革
- 1939年（昭和14年）11月 野方信用組合発足。
- 1948年（昭和23年）8月 福生町信用組合発足。
- 1952年（昭和27年）11月 福生町信用組合が武陽信用金庫に改組。
- 1953年（昭和28年）6月 野方信用組合が協立信用金庫に改組。
- 1969年（昭和44年）6月 協立信用金庫と武陽信用金庫が合併し、西武信用金庫が発足。
- 2002年（平成14年）9月 平成信用金庫（=渋谷信用金庫と東邦信用金庫が合併して設立）を合併。
- 2007年（平成19年）
  - 4月9日 窓口の営業時間が午後5時までに拡大される。
  - 4月23日 同金庫のキャッシュカードでATM時間外手数料と同金庫間の振込手数料（窓口以外）が無料になる。
- 2015年（平成27年）6月8日 小平支店上階に研修施設「西武人財支援センター」開設[5]。
- 2018年（平成30年）
  - 10月31日 金融庁が投資用不動産向け融資に関連し、西武信用金庫に立ち入り検査する方針を固めると報道される[6]。
- 2019年（平成31年 - 令和元年）
  - 4月6日 反社会的勢力の構成員が経営する関係企業と認識しながら融資を行ったとして、金融庁が西武信用金庫に立ち入り検査する方針を固めると報道される[7]。
  - 5月24日 前述の不正融資問題などを受け、金融庁が業務改善命令。落合寛司理事長が引責辞任し、高橋一朗常務理事が後任の理事長に就任[8]。
- 2022年（令和4年）6月23日 前述の業務改善命令が解除された。
- 2023年（令和5年）2月8日 矢野経済研究所と「ビジネス原石を輝かせるプラットフォーム」事業について業務提携を締結[9]。

## その他
- 2006年（平成18年）頃まで、金融機関としては珍しく、ウェブサイトに掲示板が存在していた。